# Cerkiew św. św. Kosmy i Damiana w Małastowie
Cerkiew Świętych Kosmy i Damiana w Małastowie – cerkiew greckokatolicka, wzniesiona w 1805 we wsi Małastów.
Po 1947 przejęta i użytkowana przez kościół rzymskokatolicki. Od 1951 roku pełni funkcję kościoła parafialnego pw. Wniebowzięcia Najświętszej Maryi Panny parafii w Małastowie.
Obecnie współużytkowana także przez grekokatolików z parafii w Pętnej.
Cerkiew wpisano na listę zabytków w 1991.

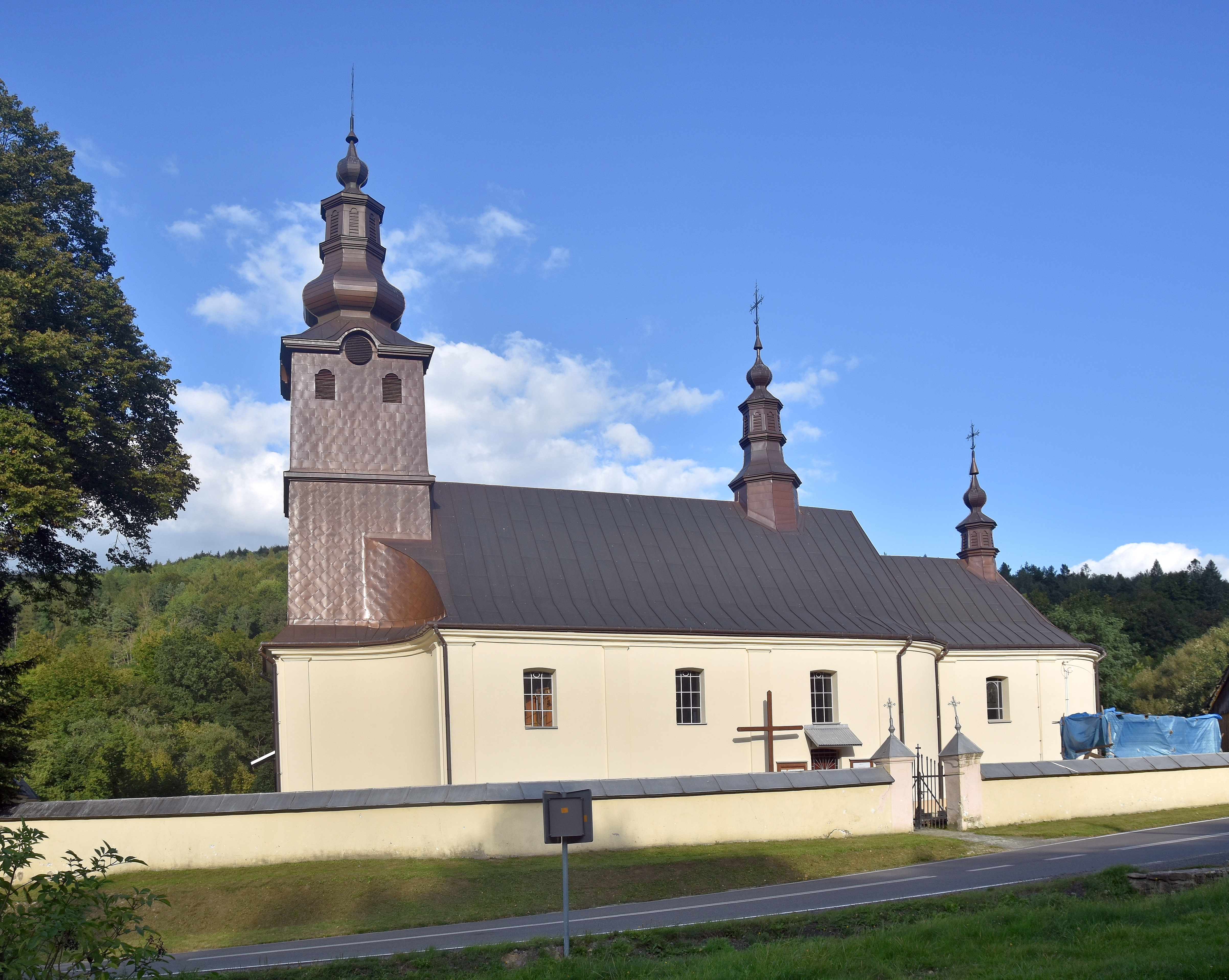
Elewacja południowa
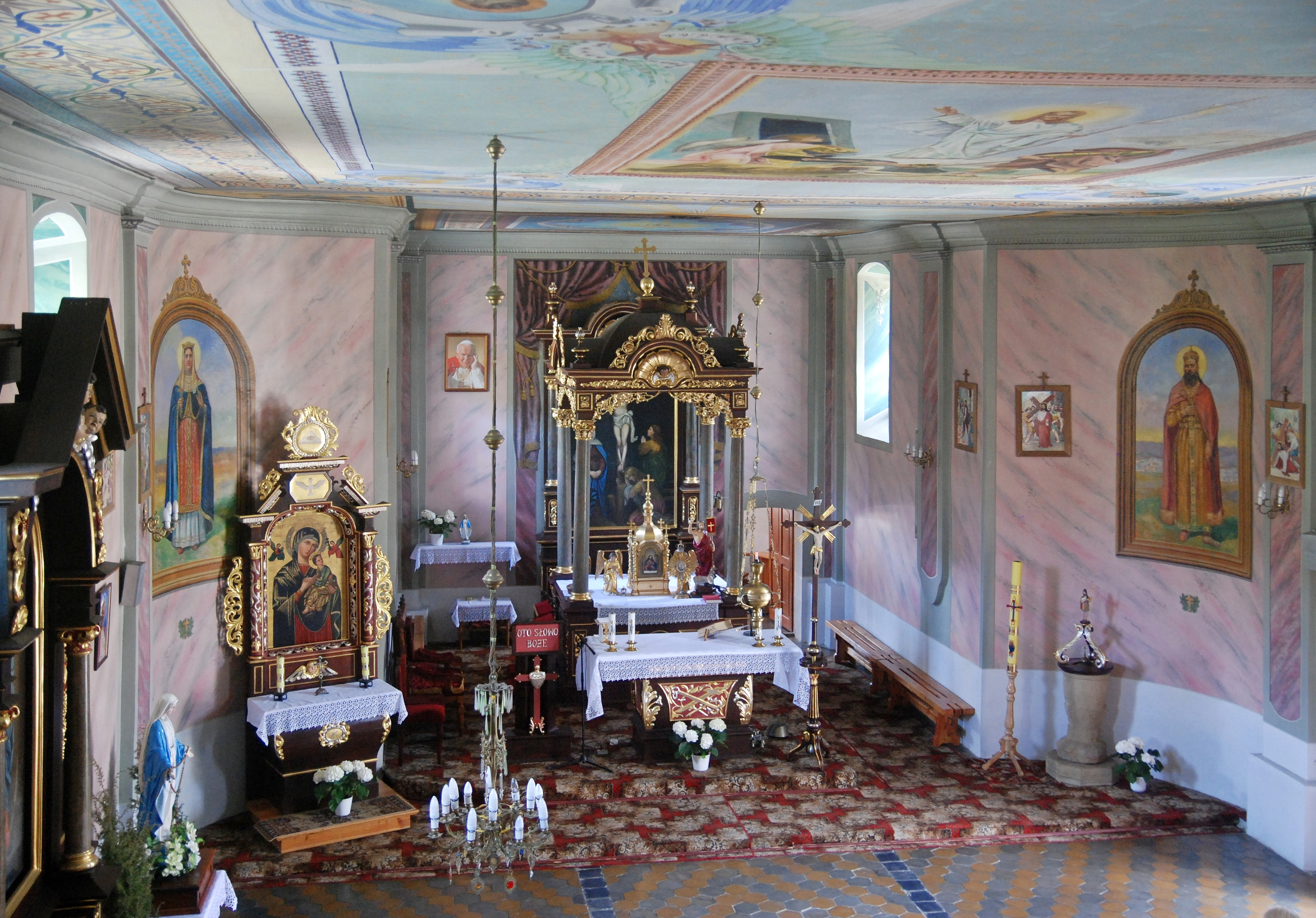
Wnętrze
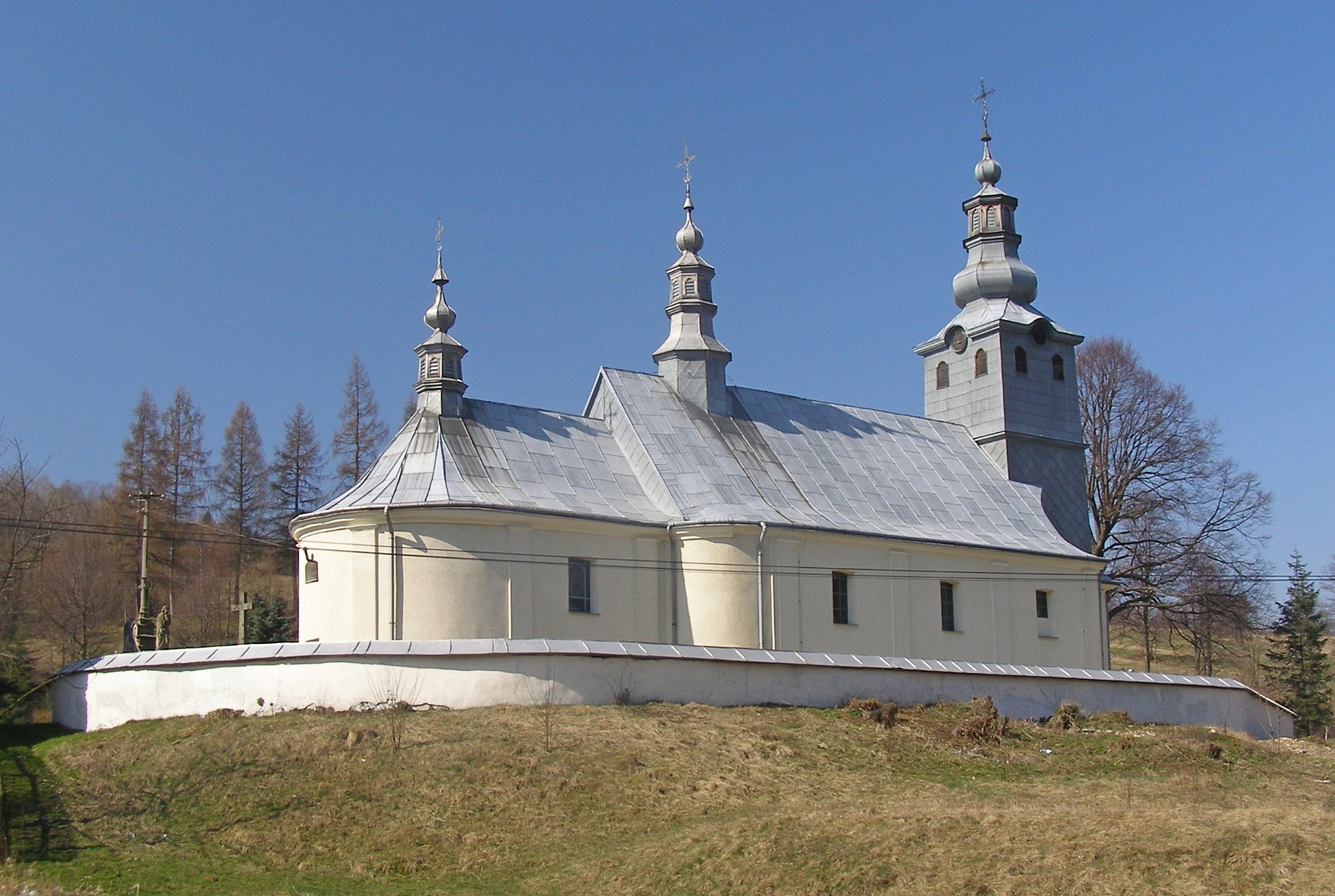
Elewacja północna